# Adelotettix collaris
Adelotettix collaris är en insektsart som först beskrevs av Bruner, L. 1908.  Adelotettix collaris ingår i släktet Adelotettix och familjen gräshoppor. Inga underarter finns listade i Catalogue of Life.